# Diaphorina punctipennis
Diaphorina punctipennis är en insektsart som beskrevs av Heslop-harrison 1961. Diaphorina punctipennis ingår i släktet Diaphorina och familjen rundbladloppor. Inga underarter finns listade i Catalogue of Life.